# Igreja de São José (Salga)

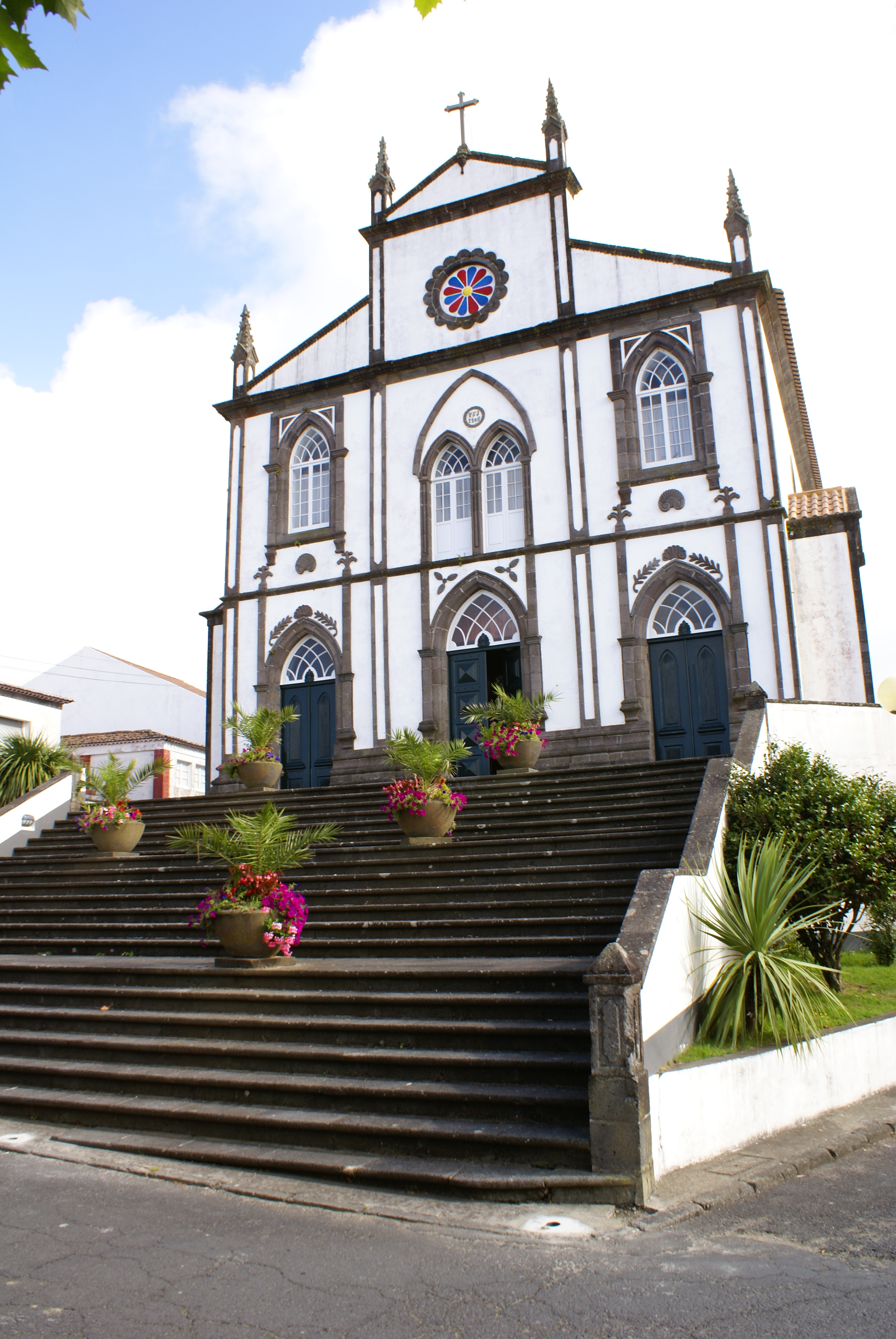
Igreja de São José, fachada, Salga.

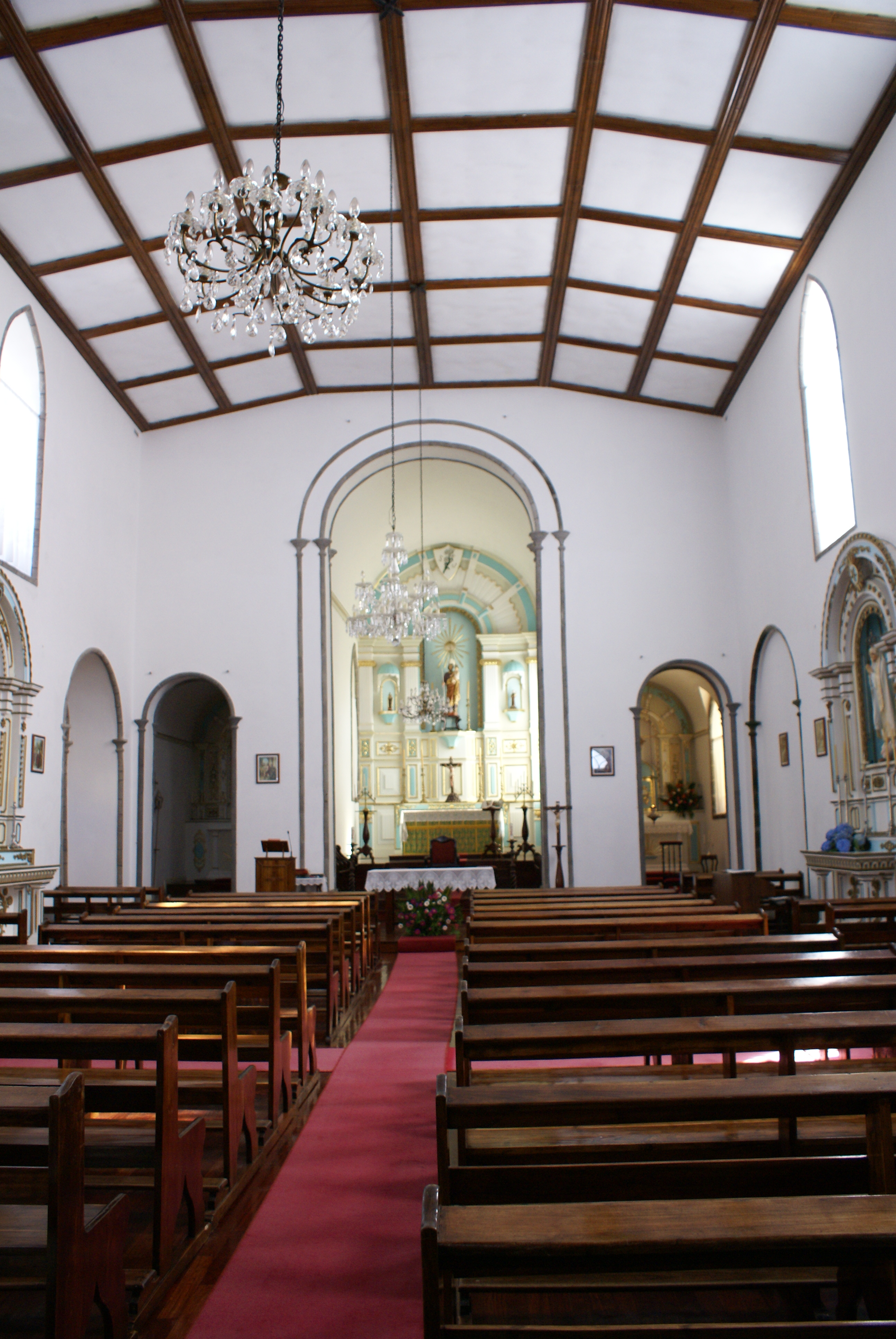
Igreja de São José, nave, Salga.

A Igreja de São José é uma igreja católica portuguesa localizada em Salga, no concelho de Nordeste, na ilha açoriana de São Miguel.
Salga é sufragânea da Achadinha e da sua primitiva igreja, uma ermida dedicada a São José, que foi erguida pouco antes de 1746. O templo fez-se à custa dos moradores, como consta de um documento assinado pelo bispo de Angra do Heroísmo e registado no livro de visitas pastorais da Achadinha. Então, a Salga tinha só 43 fogos e 160 almas. Ainda assim, desejava ter um cura, o qual foi o padre Manuel de Medeiros Moniz.
Muito visitada no século XVIII, a igreja tornou-se pequena, segundo escreveu o bispo D. António Caetano da Rocha em 1765. Porém, só em 6 de Setembro de 1903 se benzeu a primeira pedra para a nova igreja, que logo começou a erguer-se no lugar da Casa da Misericórdia, em terras oferecidas por Nicolau Tolentino Vaz do Rego e Manuel Jacinto da Costa.
A expressão Casa da Misericórdia resultou do facto do referido Manuel Jacinto da Costa fazer muito bem aos pobres do lugar. Só depois da sua morte a igreja começou a construir-se, tendo a primeira pedra sido benzida por um neto seu, o padre Manuel Pacheco de Sousa, natural da Salga e residente em Vila Franca do Campo.
A construção seguiu, depois, a expensas do povo e dos que emigraram para a América do Norte, e sob a direcção do padre Francisco M. Pacheco de Melo, natural e cura do lugar. A conclusão deveu-se ao padre Francisco X. Vaz P. C. e Castro. Os sinos forem oferecidos por salguenses residentes nos Estados Unidos.